# Відарбга

Відарбга (маратхі विदर्भ) — регіон на сході індійського штату Махараштра.

## Географія
Площа регіону становить 97,321 кв. км. (31,6 % площі штату). В регіоні проживають понад 20 млн осіб, що складає 21,3 % всього населення Махараштри. Відарбга межує зі штатом Мадг'я-Прадеш на півночі, Чхаттісґарх на сході, Андгра-Прадеш на півдні та регіонами Маратхвада й Кхандеш на заході. Найбільшим містом регіону є Наґпур. Переважна частина населення розмовляє мовою вархаді — діалекті мови маратхі.